# Iglesia de Santa María (Cazorla)
La iglesia de Santa María es un templo en ruinas de la localidad española de Cazorla, en la provincia de Jaén.

## Descripción
El arquitecto responsable de la traza de la iglesia, ubicada en la plaza de Santa María, podría haber sido Andrés de Vandelvira. Construida sobre el cauce del río que atraviesa la localidad, al igual que la citada plaza, fue afectada por una inundación en 1694. En el sexto tomo del Diccionario geográfico-estadístico-histórico de España y sus posesiones de Ultramar de Pascual Madoz se habla de la iglesia con las siguientes palabras:

la ant. igl. mayor, dedicada á Sta. María, cuyo edificio quedó abandonado desde los incendios hechos por los franceses en 1811, conservándose aun sus paredes: este precioso templo fué construido á espensas de los marqueses de Camarasa, sobre un arco de 8 varas de lat. y 180 de long., por el cual corre el mencionado r., que no solo atraviesa por bajo del pavimiento de la igl, sino tambien por el de la plaza mayor.
(Madoz, 1847, p. 273)

Las ruinas fueron mencionadas en la declaración del conjunto histórico-artístico de Cazorla, de la siguiente manera: «Figuran entre los templos las gloriosas ruinas platerescas de la iglesia de Santa María, obra magnífica debida probablemente a Andrés de Vandelvira [...]».